# اکسید پالادیم (II)
اکسید پالادیم(II) (به انگلیسی: Palladium(II) oxide) با فرمول شیمیایی PdO یک ترکیب شیمیایی با شناسه پاب‌کم ۷۳۹۷۴ است. که جرم مولی آن ۱۲۲٫۴۲ g/mol می‌باشد. شکل ظاهری این ترکیب، سیاه 
مایل به سبز است.